# Ордан Михайловски
Ордан Михайловски-Оцка e югославски партизанин, сърбоман и деец на комунистическата съпротива във Вардарска Македония.

## Биография
Роден е през 1921 година в сърбоманското село Долгаец в Прилепско. От 23 октомври 1941 година влиза в Прилепския партизански отряд „Гоце Делчев“, като участва в неговото създаване. Един от създателите на песента „А, бре Македонче“ и музиката към нея. Тази песен впоследствие става химн на комунистическата съпротива във Вардарска Македония. Убит е на 3 май 1942 година в Ореховската кория, до битолското село Орехово при разбиването на Битолския народоосвободителен партизански отряд „Пелистер“ от български военни части. В негова чест е наречено Основното музикално училище „Ордан Михайловски - Оцка“ в Прилеп.